# Gymnostyles
Gymnostyles é um género de plantas com flor pertencente à família Asteraceae.
O género foi descrito por Antoine Laurent de Jussieu e publicado em Annales du Muséum National d'Histoire Naturelle 4: 258. 1804.
O Australian Plant Name Index inica este género como sinónimo de Soliva Ruiz & Pav.
Segundo o The Plant List possui 2 espécies descritas:
- Gymnostyles anthemidifolia A.Juss.
- Gymnostyles parthenifolia ex DC.

## Portugal
Em Portugal este género está representado por uma única espécie, presente em Portugal Continental, Madeira e Açores, onde é uma planta invasora: 
- Gymnostyles stolonifera (Brot.) Tutin